# Noel Rawsthorne
Noel Rawsthorne (23 de desembre de 1929 – 28 de gener de 2019) va ser un organista i compositor britànic.

## Biografia
Noel Rawsthorne va ser alumne de Fernando Germani a Itàlia, Harold Dawber al Royal Manchester College, i Marcel Dupré a França. És organista de la catedral de Liverpool de 1955 a 1980. Allà compon moltes obres corals, com la Festive Eucharist (1978), que és encara cantada regularment a les esglésies de la diòcesi anglicana de Liverpool. Fins a l'any 1993, Rawsthorne és mestre de conferències en música al S. Katharine's College de Liverpool (avui la Universitat de Liverpool Hope).
Obté un doctorat honorífic en música de la Universitat de Liverpool. La seva col·laboració amb el Reial Liverpool Philharmonic Orquestra va incloure la supervisió de la renovació dels orgues Rushworth i Dreaper al Philharmonic Hall i va mantenir sòlides amistats personals i professionals amb la 'Phil'.
Va formar Ian Tracey, que li ha succeït com a director musical de la catedral l'any 1980.
Les composicions i arranjaments de Rawsthorne es troben a moltes col·leccions contemporànies de música per a orgue. La seva Hornpipe Humoresque és un divertit recull de variacions sobre el famós Sailor's Hornpipe, a l'estil de Bach (Concert Brandeburguès n ° 3, 1r moviment), Antonio Vivaldi ("Primavera," 1r moviment, de les Quatre Estacions), Arne (Rule, Britannia!) i Widor (Toccata de la simfonia per a orgue número 5). Sens dubte la seva música per a orgue més interpretada és la seva Aria en fa. L'organista Gordon Stewart ha gravat un CD l'any 2012 de 21 trossos de la música per a orgue de Rawsthorne per celebrar la 83è aniversari del compositor, inclosos molts trossos inèdits al disc.